# Dempo
Dempo je stratovulkán nacházející se v jižní části indonéského ostrova Sumatra. S výškou 3 173 m n. m. je dominantním horským masivem v dané části ostrova. Vrchol sopky je tvořen několika překrývajícími se krátery. Historicky aktivní kráter se nachází na severozápadním okraji tohoto komplexu a obsahuje 400 m široké jezero. Zaznamenané erupce vulkánu byly převážně menšího charakteru, poslední se odehrála v roce 2022.

## Galerie

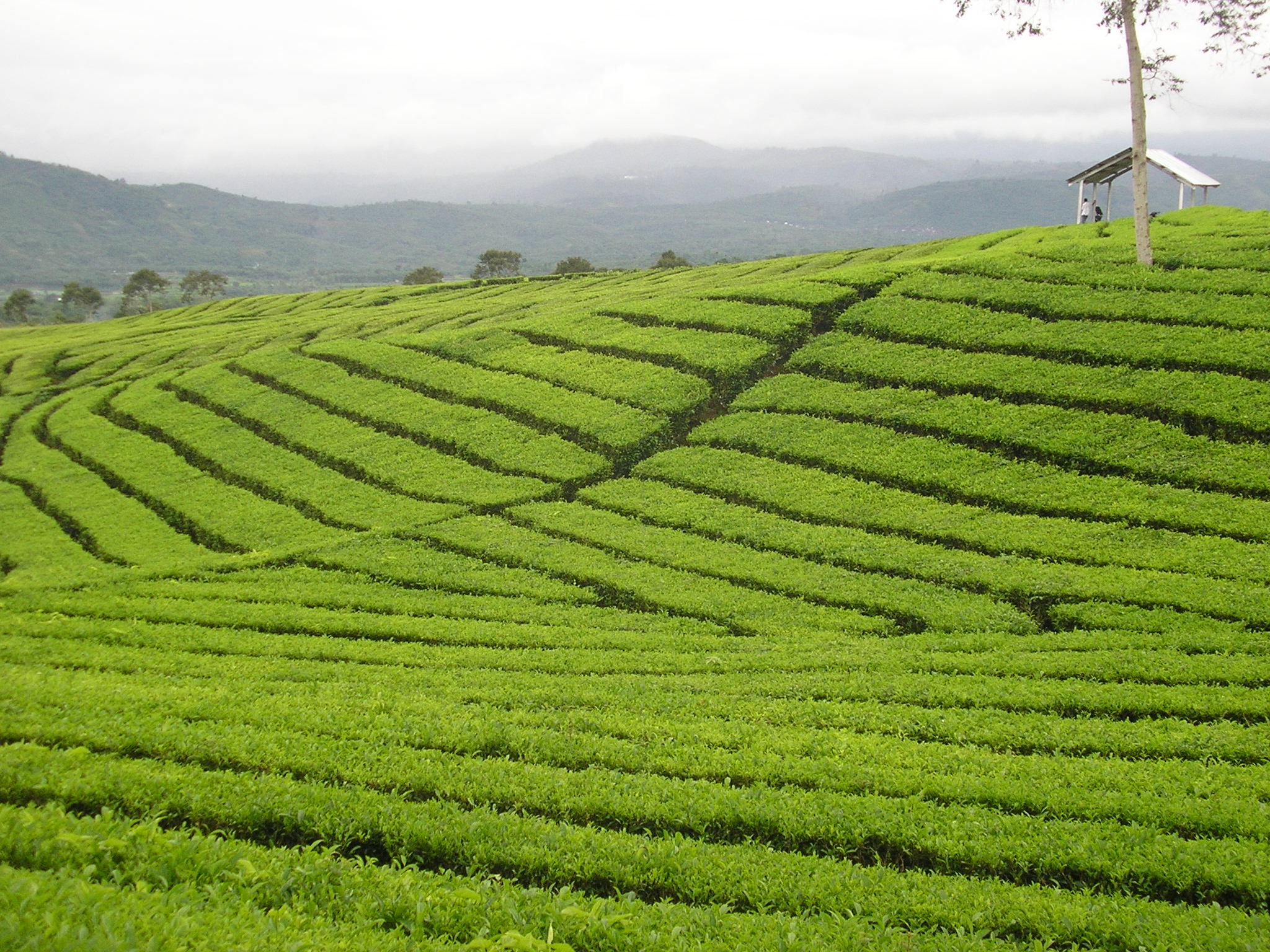
Čajovníkové plantáže na úbočí Dempa.